# Sociedad Explotadora de Tierra del Fuego

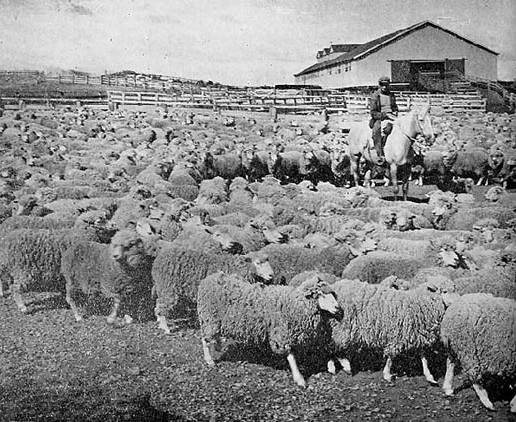
Ovejas afuera de un galpón de esquila de la Sociedad Explotadora de Tierra del Fuego.

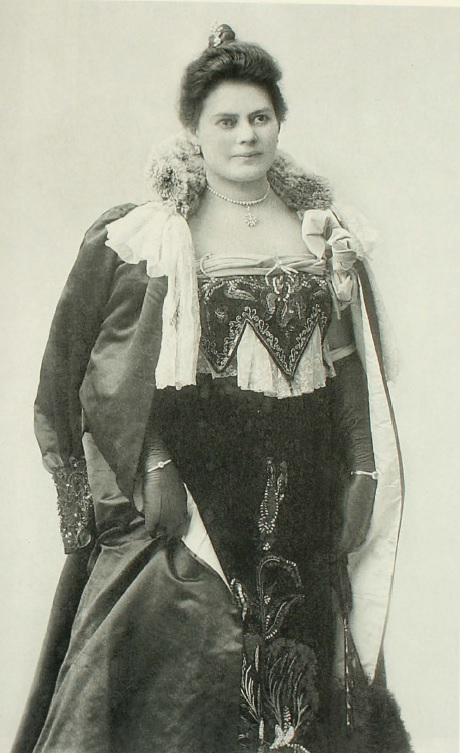
Sara Braun, c.1900

La Sociedad Explotadora de Tierra del Fuego (SETF) fue una empresa ganadera chilena controlada en sus primeras décadas por capitales británicos de la empresa Duncan & Fox Co. En pocos años se transformó en la  mayor propietaria de tierras y productora de lana y carne de toda la Patagonia Chilena y Argentina. Fue fundada en 1893 y disuelta en 1971, llegando a contar con más de tres millones de hectáreas y a controlar la vida económica de los territorios de colonización de Patagonia. Fue la principal gestora de la erradicación de la población indígena de Tierra del Fuego, a través del genocidio selknam

## Contexto histórico
Debido al comienzo de la navegación a vapor, el Gobierno chileno de Manuel Bulnes fundó el Fuerte Bulnes en 1843, primer asentamiento del naciente estado-nación en la zona. Aunque en un comienzo fue una colonia penal, más tarde comenzaría la oleada de colonos europeos y chilenos.
Como consecuencia de las medidas de fomento de la colonización dispuestas por el gobierno del presidente José Joaquín Pérez, en el decreto del 2 de noviembre de 1867, arribaron a Magallanes los primeros inmigrantes chilotes y más tarde británicos a la Colonia de Magallanes en la década de 1880. En este periodo llegaron a Magallanes las ovejas desde las islas Malvinas o Falkland islands, que darían comienzo a la ocupación ovina de toda la Patagonia.

## Historia
Basado en las exploraciones que el gobierno chileno encomendó al oficial de Ejército Ramón Serrano Montaner, en 1890 José Nogueira, un colono comerciante portugués, solicitó al Estado la concesión de un millón de hectáreas en la Isla Grande de Tierra del Fuego, comprendiendo todo el norte del "país de los onas" (como lo llamó Ramón Lista) para dedicarlas a la ganadería ovina. Mediante el Decreto Supremo N.º 2616, de 9 de junio de 1890 se otorgó la concesión. El colono se comprometió a formar una sociedad anónima que aporte el capital necesario para sustentar dicha actividad. Además, debería dar cumplimiento a las condiciones de la concesión. Primero, estaba limitada a un plazo de veinte años,  desde la fecha de legalización de la Sociedad prometida. Segundo, en el plazo de los tres años siguientes a la reducción del decreto a escritura pública (lo que aconteció en octubre de 1890), debería estar formada la Sociedad ofrecida, con un capital de $l.000.000. Es decir la sociedad debía formarse en octubre de 1893.

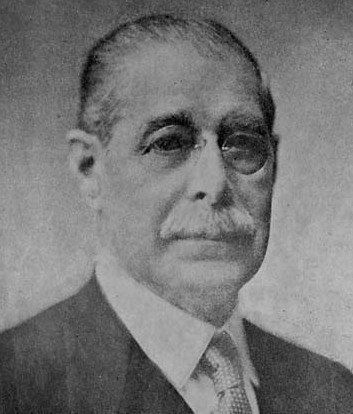
Mauricio Braun, socio de la Sociedad Explotadora de Tierra del Fuego

Tras varios contratiempos, como la Guerra Civil en 1891 en el Gobierno del Presidente Balmaceda y el fallecimiento de José Nogueira el 21 de enero de 1893, todo parecía indicar que el plan de ocupar los terrenos en Tierra del Fuego llegaba a su fin. Sin embargo, Sara Braun, viuda de José Nogueira, no se desanimó y pidió ayuda a su hermano Mauricio Braun, el cual contactó al británico Peter H. Mc Clelland, comerciante que encabezaba Duncan & Fox Company, haciéndolo principal financista de dicha iniciativa.

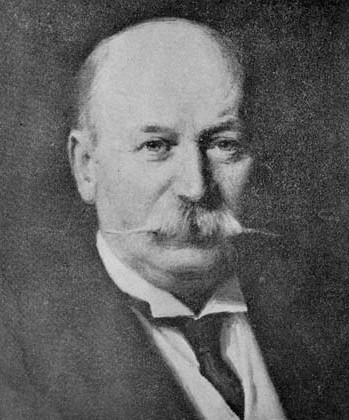
Peter H. Mc Clelland, cofundador y Presidente del Directorio de la Sociedad Explotadora de Tierra del Fuego.

El 31 de agosto de 1893 se formó oficialmente en la ciudad de Valparaíso ante el notario Tomás Ríos González. Entre los primeros accionistas se encontraban Sara Braun, Mauricio Braun, Elías H. Braun, José Menéndez, Gustavo A. Oehninger, Guillermo Wilms y Ramón Serrano. Comenzó así a forjarse el mayor latifundio ganadero de la Patagonia. 
A comienzos de 1894, se terminaron las primeras instalaciones de la estancia «Caleta Josefina», que comprendían viviendas para los peones y ovejeros, los galpones y los baños para los lanares. Partiendo con 7.600 cabezas de ganado ovino; 1.020 bovinos; 215 equinos, los que a partir del trabajo y esfuerzo se multiplicarían con creces. El administrador que contrataron fue el neozelandés Alexander A. Cameron, el cual encabezó el proceso de erradicar a la población originaria mediante el genocidio selknam. Para ello se contrataron trabajadores principalmente británicos, que dirigieron las expediciones de búsqueda, exterminio y captura para la deportación a las misiones salesianas. Más tarde se fundó la estancia San Sebastián, entre los paralelos 52° y 53° S, en bahía Inútil.
Los primeros años de trabajo comienzan a dar sus frutos y las ganancias son invertidas en la compra de más terrenos y la construcción de edificios, instalación de máquinas o ejecutar otras obras necesarias a la explotación, con el fin de aumentar las existencias de animales y capitalizar la multiplicación de estos.
El 25 de septiembre de 1905, en una subasta pública, la Sociedad Explotadora de Tierra del Fuego adquiere numerosos terrenos fiscales en la Patagonia chilena (8.500 hectáreas) y en el seno de Última Esperanza (330.540 hectáreas). Además en el transcurso de ese año y a comienzos de 1906 se compraron 71.622 ha a privados  de Última Esperanza. La Sociedad Explotadora se hace acreedora de los mejores terrenos de pastoreo de Última Esperanza, provocando molestia entre los primeros colonos que ya habían trabajado duramente por 15 años, viendo truncado sus anhelos de progresar en esos australes parajes. 
Entre los años 1906 y 1907 se efectúan las primeras adquisiciones de terrenos en la República Argentina, por un total de 172 711 hectáreas.

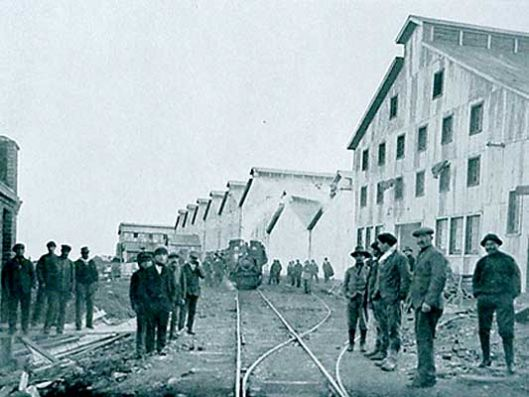
Trabajadores en el Frigorífico Bories, 1920.

En 1915 Alexander Cameron renunció a su cargo de administrador general de la Sociedad, debido a su necesidad de tomar un descanso. En honor al brillante trabajo desempeñado por Cameron, se le dio su nombre a una nueva estancia formada posteriormente con los terrenos ubicados al sur de las estancia Caleta Josefina y San Sebastián. El cargo fue ocupado por el Sr. T. R. D. Burbury, quien sirvió en su puesto hasta julio de 1923, fecha en que fallece.
En la Estancia Bories, a 5 kilómetros de la actual ciudad de Puerto Natales, donde el colono alemán Rodolfo Stubenrauch había construido una grasería en el año 1905, la Sociedad Explotadora de Tierra del Fuego comienza la construcción del más grande establecimiento frigorífico, el Frigorífico Bories. Fundado en 1915, ya en el año 1920 contaba con todas las industrias complementarias de la ganadería: matadero, frigorífico, grasería, conservación de carnes, fabricación de extracto de carne, curticumbre con máquinas lavadoras de lana, galpones de esquila, etc.
El Frigorífico Bories es actualmente Monumento Nacional de Chile. El museo que se encuentra en él resume la historia y las tradiciones de la zona mostrando la importancia del frigorífico en el desarrollo económico de Puerto Natales y de la toda la Patagonia, con maquinarias de principios del siglo XX en perfecto estado de conservación. La construcción original tiene un estilo arquitectónico de fines del siglo XIX inspirado en la época post-victoriana en Inglaterra. En el puerto se encuentra también un hotel de lujo.
En medio del proceso de la reforma agraria chilena, el 20 de enero de 1964 la sociedad cambió sus estatutos y su nombre a Ganadera Tierra del Fuego S.A., la cual fue disuelta oficialmente el 26 de agosto de 1971.

## Genocidio selknam
Hacia 1894 la ocupación de Tierra del Fuego abarcaba prácticamente todos los terrenos ocupados históricamente por los selknam; sus antiguos paraderos de caza, de habitabilidad, de ceremonias y de tránsito estaban desapareciendo incorporados al circuito ovejero que los obligaba a desplazarse hacia las zonas boscosas del suer de la isla. Además, la llegada de los rebaños pastoriles precipitó la pérdida de su principal fuente alimenticia, los guanacos, que fueron erradicados sistemáticamente por las estancias. De esta manera los selknam captaron rápidamente la facilidad de acceder al «guanaco blanco», como llamaban a las ovejas, y comenzaron a cazarlas. Este principal hecho fue en consecuencia el primer punto de crisis entre colonos e indígenas. La lucha no fue menor entre quienes veían al indígena como agresor de los derechos de propiedad y el selknam, que veía en el Koliot (hombre blanco en selknam) un intruso de sus ancestrales territorios.

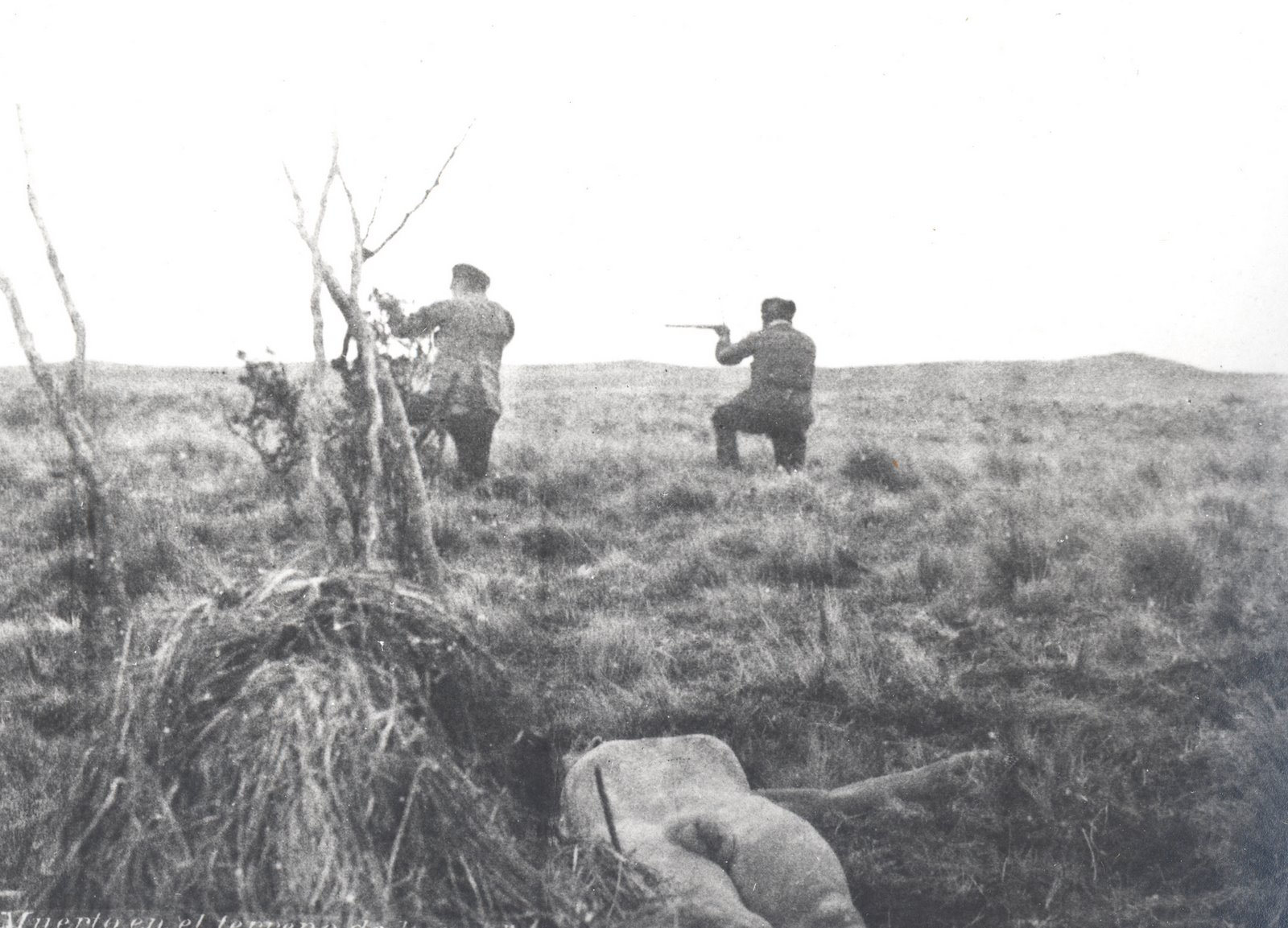
Mercenarios de Julio Popper disparando. En el suelo se observa el cadáver de un selknam.

La ocupación ganadera comenzó a ser centro de la polémica en la colonia magallánica. Las autoridades estaban absolutamente al tanto de la situación de los indígenas, sin embargo, el criterio fue condescendiente con la causa ganadera. Notoriamente la mentalidad política y empresarial de la época era una realidad que, aunque dolorosa, no contemplaba la inclusión del mundo indígena a un paradigma fundamentado bajo los criterios del progreso y la civilización. Así, los empresarios ganaderos actuaron siempre bajo su propio criterio, financiando campañas de exterminio, para lo cual se contrató a numerosos hombres (extranjeros en su mayoría), entre los que destaca a Julio Popper. Se importó gran cantidad de armamentos, cuyo objetivo era hacer frente a la resistencia selknam. La veracidad de los acontecimientos fue ratificada por los propios empleados de estancia, quienes más tarde, al ser sometidos a un proceso judicial, confirmaron que las expediciones punitivas contra los indígenas eran prácticas más usuales de lo que muchos pensaban.